# Епископ Исландии
Епископ Исландии (исл. Biskup Íslands) — духовный глава государственной евангелическо-лютеранской Церкви Исландии. Епископ Исландии является исландским государственным служащим и получает зарплату из государственной казны. Епископ автоматически становится кавалером Ордена Исландского сокола и получает исландский дипломатический паспорт, как и другие высшие правительственные чиновники Исландии.

## История
Изначально в Исландии было два епископа на двух кафедрах — один базировался в епархии Скаульхольта (с XI века), а другой — в епархии Хоулара в Хьяльтадалюр (с XII века). Когда Скаультхольт был разрушен сильным землетрясением (исл. Suðurlandsskjálftan) на рубеже 1800-х годов, то эта епархия была упразднена, как и епархия в Хоуларе, а кафедра объединенного епископства была перенесен в 1801 году в Рейкьявик в недавно построенный собор в качестве кафедральной церкви. При этом епископ Исландии ставился на кафедру в Рейкьявик в Дании епископом Копенгагена. Только в 1908 году было принято решение о поставлении нового епископа Исландии его уходящим в отставку предшественником или, в случае его отсутствия, двумя вспомогательными епископами Скаульхольта и Хоулара.  
В предыдущие века, когда Церковь Исландии контролировала огромные участки земель в Исландии, епископская должность была очень влиятельной. Затем власть епископа постепенно падала, хотя даже в XIX веке епископы продолжали оставаться очень влиятельными особами в обществе. Споры и скандалы внутри церкви подорвали это влияние в последние годы, при том, что в целом в конце XX - начале XXI века религиозность исландцев сильно уменьшилась.

## Роль и обязанности епископа
Роль епископа Исландии в церкви заключается в укреплении веры и единства Церкви Исландии посредством епископского надзора над вспомогательными епископами, пробствами, приходами, рукоположенными служителями церкви и церковными учреждениями. 
Епископ освящает здания церквей и рукополагает всех служителей церкви Исландии — вспомогательных епископов, священников и дияконов, назначает пробстов и пресвитеров. Епископ может, если требуется, рукоположить священника или дьякона в конгрегациях евангелическо-лютеранской свободной церкви, действующих на той же конфессиональной основе, что и исландская церковь. 
Епископ наблюдает за церковной дисциплиной в национальной церкви и работает над разрешением споров, которые могут возникнуть в церкви. Епископ Исландии имеет право решать любые вопросы, если они подпадают под юрисдикцию церкви Исландии в соответствии с законом.

## Канцелярия епископа
Епископальная канцелярия это центр обслуживания и информации, которым управляет епископ Исландии. Роль канцелярии состоит, прежде всего, в том, чтобы поощрять и поддерживать общины, священников и учреждения Церкви в их работе и служении. С этой целью Епископальная канцелярия занимается вопросами образования, благотворительности, богословия и исландского языка, церковной музыкой и церемониями, вопросами коммуникации, информации и церковных отношений. Епископальная канцелярия обычно отвечает за государственную церковь Исландии и её дела, включая связи с общественностью и сотрудничество с различными учреждениями, а также за внешние связи. Канцелярия нанимает священников и ведет бухгалтерский учет в церкви.

## Вспомогательные епископы
С 1909 года в память о прежнем устройстве церкви епископ Исландии имеет двух вспомогательных епископов (исл. vígslubiskup) — епископа Скаульхольта и епископа Хоулара, которые являются титулярными епископами епархий, которых больше не существует и находятся, соответственно, в бывших епархиальных столицах: Скаульхольте и Хоуларе. Вспомогательные епископы не считаются главами епархий и ответственны только за исторические соборы в этих городах. С 1990 года все три епископа Церкви Исландии образуют совет епископов, имеющий совещательные функции.

## Список епископов Исландии
Следующие лица занимали должность епископа Исландии с тех пор, как две епархии, епархия Скаульхольта и епархия Хоулара, были объединены в одну, а епископат был перенесен в Рейкьявик:
1. 1801‒1823  —  Гейр Йоунссон Видалин (исл. Geir Vídalín Jónsson)
2. 1824‒1845  —  Стейнгримюр Йоунссон (исл. Steingrímur Jónsson)
3. 1846‒1866  —  Хельги Гвюдмюндссон Тордерсен (исл. Helgi Guðmundsson Thordersen)
4. 1866‒1889  —  Пьетюр Пьетюрссон (исл. Pétur Pétursson)
5. 1889‒1908  —  Хадльгримюр Свейнссон (исл. Hallgrímur Sveinsson)
6. 1908‒1916  —  Тоурхадлюр Бьяднарсон (исл. Þórhallur Bjarnarson)
7. 1917‒1939  —  Йоун Хельгасон (исл. Jón Helgason)
8. 1939‒1953  —  Сигюргейр Сигюрдссон (исл. Sigurgeir Sigurðsson)
9. 1953‒1959  —  Аусмюндюр Гвюдмюндссон (исл. Ásmundur Guðmundsson)
10. 1959‒1981  —  Сигюрбьёдн Эйнарссон (исл. Sigurbjörn Einarsson)
11. 1981‒1989  —  Пьетюр Сигюргейрссон (исл. Pétur Sigurgeirsson)
12. 1989‒1997  —  Оулавюр Скуласон (исл. Ólafur Skúlason)
13. 1998‒2012  —  Кадль Сигюрбьёдссон (исл. Karl Sigurbjörnsson)
14. 2012‒2024  —  Агнес Маргрьетардоуттир Сигюрдардоуттир (исл. Agnes Margrétardóttir Sigurðardóttir)
15. 2024‒ н.в.     —  Гвюдрун Кадльс Хельгюдоуттир (исл. Guðrún Karls Helgudóttir)